# Renia monides
Renia monides là một loài bướm đêm trong họ Noctuidae.